# پاینده محمد عرب
پاینده محمد عرب (زاده: ۱۳۴۱ ولسوالی سرپل، ولایت سرپل) سیاست‌مدار افغانستانی و نماینده مردم سرپل در دوره پانزدهم مجلس نمایندگان افغانستان است.

## زندگی‌نامه
پاینده محمد عرب متولد ۱۳۴۱ از قریه سیدآباد ولسوالی سرپل ولایت سرپل افغانستان است.

## دیگر فعالیت‌ها
- فعالیت اجتماعی.[۱]